# Pallars

Localización del Pallars

Pallars es un territorio ribereño del río Noguera Pallaresa, situado entre los Pirineos y la sierra del Montsec, en la provincia de Lérida. Su capital histórica es Sort.
En la división comarcal establecida en 1936, el territorio de Pallars quedó subdividido en las comarcas de Pallars Sobirá (la zona septentrional), con capital en Sort y Pallars Jussá (la meridional), con capital en Tremp. En dicha división, se agregaron a la comarca de Pallars Jussá los territorios ribereños del Noguera Ribagorzana de la provincia de Lérida. La división comarcal de 1988 segregaría estos territorios del Pallars Jussá, y les otorgaría la consideración de comarca con el nombre de Alta Ribagorza, con su capital en El Pont de Suert.